# کاراجالار (امیرداغ)
کاراجالار (به ترکی استانبولی: Karacalar) یک منطقهٔ مسکونی در ترکیه است که در امیرداغ واقع شده‌است.